# Голкохвіст колумбійський
Голкохвіст колумбійський (Chaetura chapmani) — вид птахів родини серпокрильцевих (Apodidae).

## Назва
Вид названо на честь американського орнітолога Френка Чепмена (1864-1945).

## Поширення
Вид поширений в Болівії, Бразилії, Колумбії, Французькій Гвіані, Гаяні, Панамі, Перу, Суринамі, Тринідаді, Венесуелі та, можливо, в Еквадорі. Населяє тропічні рівнинні вічнозелені ліси, вторинні ліси та вторинні чагарники. Було зареєстровано, що він живиться над прибережними болотами та мангровими заростями.

## Опис
Довжина птаха становить від 13 до 14 см. Верхня частина тіла переважно чорна з синіми відблисками на верхній частині крил і спині у дорослих особин, хоча вони зелені у молоді. Круп коричневий, тому він мінімально виділяється на чорному тлі, а черево темно-сіре.